# Saint-Aigulin
Saint-Aigulin és un municipi francès situat al departament del Charente Marítim i a la regió de la Nova Aquitània. L'any 2007 tenia 1.935 habitants.

## Demografia

### Població
El 2007 la població de fet de Saint-Aigulin era de 1.935 persones. Hi havia 867 famílies de les quals 290 eren unipersonals (127 homes vivint sols i 163 dones vivint soles), 298 parelles sense fills, 207 parelles amb fills i 72 famílies monoparentals amb fills.
La població ha evolucionat segons el següent gràfic:
Habitants censats

### Habitatges
El 2007 hi havia 1.070 habitatges, 904 eren l'habitatge principal de la família, 64 eren segones residències i 102 estaven desocupats. 935 eren cases i 130 eren apartaments. Dels 904 habitatges principals, 588 estaven ocupats pels seus propietaris, 298 estaven llogats i ocupats pels llogaters i 18 estaven cedits a títol gratuït; 2 tenien una cambra, 38 en tenien dues, 128 en tenien tres, 345 en tenien quatre i 391 en tenien cinc o més. 688 habitatges disposaven pel capbaix d'una plaça de pàrquing. A 432 habitatges hi havia un automòbil i a 311 n'hi havia dos o més.

### Piràmide de població
La piràmide de població per edats i sexe el 2009 era:
| Homes | Edats   | Dones |
| ----- | ------- | ----- |
| 0     | 95 o +  | 8     |
| 4     | 90 a 94 | 12    |
| 20    | 85 a 89 | 28    |
| 16    | 80 a 84 | 32    |
| 40    | 75 a 79 | 96    |
| 72    | 70 a 74 | 84    |
| 60    | 65 a 69 | 68    |
| 44    | 60 a 64 | 56    |
| 60    | 55 a 59 | 44    |
| 60    | 50 a 54 | 68    |
| 60    | 45 a 49 | 88    |
| 64    | 40 a 44 | 72    |
| 76    | 35 a 39 | 52    |
| 60    | 30 a 34 | 52    |
| 68    | 25 a 29 | 56    |
| 36    | 20 a 24 | 28    |
| 60    | 15 a 19 | 52    |
| 48    | 10 a 14 | 48    |
| 68    | 5 a 9   | 36    |
| 52    | 0 a 4   | 32    |

## Economia
El 2007 la població en edat de treballar era de 1.114 persones, 786 eren actives i 328 eren inactives. De les 786 persones actives 678 estaven ocupades (368 homes i 310 dones) i 109 estaven aturades (50 homes i 59 dones). De les 328 persones inactives 133 estaven jubilades, 71 estaven estudiant i 124 estaven classificades com a «altres inactius».

### Ingressos
El 2009 a Saint-Aigulin hi havia 901 unitats fiscals que integraven 1.900,5 persones, la mediana anual d'ingressos fiscals per persona era de 14.862 €.

### Activitats econòmiques
Dels 99 establiments que hi havia el 2007, 1 era d'una empresa extractiva, 4 d'empreses alimentàries, 1 d'una empresa de fabricació de material elèctric, 2 d'empreses de fabricació d'altres productes industrials, 17 d'empreses de construcció, 19 d'empreses de comerç i reparació d'automòbils, 4 d'empreses de transport, 6 d'empreses d'hostatgeria i restauració, 7 d'empreses financeres, 2 d'empreses immobiliàries, 11 d'empreses de serveis, 18 d'entitats de l'administració pública i 7 d'empreses classificades com a «altres activitats de serveis».
Dels 34 establiments de servei als particulars que hi havia el 2009, 1 era una oficina d'administració d'Hisenda pública, 1 gendarmeria, 1 oficina de correu, 2 oficines bancàries, 1 funerària, 3 paletes, 2 guixaires pintors, 5 fusteries, 1 lampisteria, 5 electricistes, 1 empresa de construcció, 2 perruqueries, 4 veterinaris, 4 restaurants i 1 tintoreria.
Dels 11 establiments comercials que hi havia el 2009, 1 era un supermercat, 1 una gran superfície de material de bricolatge, 1 una botiga de menys de 120 m², 3 fleques, 1 una carnisseria, 1 una llibreria, 1 una botiga de mobles, 1 una botiga de material esportiu i 1 una floristeria.
L'any 2000 a Saint-Aigulin hi havia 28 explotacions agrícoles que ocupaven un total de 700 hectàrees.

## Equipaments sanitaris i escolars
El 2009 hi havia 2 farmàcies i 1 ambulància.
El 2009 hi havia 1 escola maternal i 1 escola elemental. Saint-Aigulin disposava d'un col·legi d'educació secundària amb 144 alumnes.

## Poblacions més properes
El següent diagrama mostra les poblacions més properes.